# Wrigley, Tennessee
Wrigley är en ort i Hickman County, Tennessee, USA.